# Đi đu đưa đi
"Đi đu đưa đi" là một bài hát của nữ ca sĩ người Việt Nam Bích Phương. Ca khúc được sáng tác bởi Tiên Cookie và Phạm Thanh Hà, với phần phối khí do DuongK đảm nhận. "Đi đu đưa đi" thuộc thể loại disco, deep house, electropop và dance-pop. Ca từ của bài hát được lấy cảm hứng từ cụm từ lóng "đu đưa" mà Bích Phương thường dùng với bạn bè để đề cập đến việc đi chơi. Tiên Cookie cho biết thông điệp chính của ca khúc là để "cổ vũ mọi người sống vui vẻ, thoải mái một chút."
1989s Entertainment phát hành đĩa đơn vào ngày 24 tháng 8 năm 2019. Sau khi ra mắt, cụm từ "đi đu đưa" và các câu hát trong bài nhanh chóng trở thành trào lưu của cộng đồng mạng, mặc cho hai luồng ý kiến khen chê khác nhau từ giới phê bình và khán giả. Tại lễ trao giải Làn Sóng Xanh, "Đi đu đưa đi" đã lọt vào Top 10 bài hát (nhạc sĩ) được yêu thích nhất và được đề cử tại hai hạng mục khác.
Video âm nhạc của ca khúc được thực hiện bởi đạo diễn Nhu Đặng. Nội dung của video kể về một bà lão trở lại thời trẻ nhờ sử dụng thiết bị công nghệ cao để đi vào thế giới ảo.  Denis Đặng, người đảm nhận vị trí giám đốc sáng tạo cho video, sau đó vướng phải ồn ào khi cốt truyện này do anh thực hiện bị tố đạo nhái "San Junipero", một tập của loạt phim truyền hình Gương đen. Video đã chiến thắng một giải Metub WebTVAsia Awards cho hạng mục Video nhạc dance xuất sắc nhất.
Vào tháng 10 năm 2019, khi nữ ca sĩ đang trình diễn ca khúc tại Quảng Ninh thì bị một khán giả giật microphone để thông báo tìm con. Tranh cãi xảy ra khi sự cố này làm lộ nền nhạc có thu sẵn giọng hát mà nữ ca sĩ đang sử dụng để hát chồng lên, khiến nhiều ý kiến buộc tội cô hát nhép. Sau ồn ào, Sở Văn hóa và Thể thao tỉnh Quảng Ninh đã quyết định xử phạt nữ ca sĩ và đơn vị tổ chức đêm diễn 9 triệu đồng vì quy định ca sĩ không được hát trên nền nhạc có thu sẵn giọng hát.

## Sáng tác và sản xuất
"Đi đu đưa đi" được sáng tác bởi Tiên Cookie và Phạm Thanh Hà, với phần phối khí do DuongK đảm nhận. Bộ ba này đã trở thành nhóm nhạc sĩ trụ cột cho Bích Phương kể từ khi họ hợp tác thực hiện Dramatic (2018), album phòng thu thứ hai của nữ ca sĩ. Bích Phương cho biết một năm qua cô đã nỗ lực phát hành nhiều ca khúc mang tiết tấu nhanh. Tuy nhiên, sau khi nhận thấy ca khúc "Chị ngả em nâng" nhận được nhiều phản hồi tiêu cực, cô đã tiếp thu ý kiến và rút kinh nghiệm trước khi sản xuất "Đi đu đưa đi".
"Đi đu đưa đi" được mô tả là một bản nhạc disco pha trộn thể loại deep house, electropop và dance-pop, đem lại hoài niệm về những "discotheques" đình đám của thập niên 80–90. Lúc bắt tay thực hiện, nữ ca sĩ và ê kíp đã cùng thống nhất họ sẽ sáng tác một bài hát không mang thông điệp gì nặng nề, chủ yếu để "cổ vũ mọi người sống vui vẻ, thoải mái một chút." Cô nói thêm: "Thường khi làm sản phẩm, mình nghĩ đến cảm giác của mình trước tiên. Ngay thời điểm này tôi làm cái gì tôi sẽ thấy vui nhất."
Cụm từ "đu đưa" được sử dụng trong ca khúc là từ lóng mà Bích Phương thường dùng với bạn bè để đề cập đến việc đi chơi. Về ca từ, cô chia sẻ: "Thay vì lâu nay chúng ta vẫn remix những ca khúc ballad đau khổ trên nền nhạc 'chát chúa' thì tại sao không làm luôn một ca khúc vui vẻ trên nền nhạc 'chát chúa' cho nó đúng tinh thần?." Đoạn rap trong bài được sáng tác bởi nam rapper Phúc Du và nhận được nhiều chú ý khi xuất hiện lần đầu trong đoạn teaser ra mắt. Phần rap được viết theo thể lục bát. Thanh Niên chỉ ra nhiều ý kiến so sánh đoạn rap này với cách hát của ca sĩ Bảo Hưng miền Tây nổi trên mạng một năm trước. Bên cạnh đó, giai điệu của bài còn được cho là tương đồng với "One Kiss", đĩa đơn năm 2018 của Calvin Harris và Dua Lipa.

## Đánh giá
"Đi đu đưa đi" nhận được đánh giá trái chiều từ giới chuyên môn lẫn công chúng. Tuổi Trẻ cho rằng tuy bài hát có chất lượng tốt so với mặt bằng chung của V-pop nhưng giai điệu lại thiếu tính bắt tai và thời thượng. Tờ báo còn gọi đây là "bước đi có phần 'hụt hơi'" của Bích Phương, mặc dù vẫn công nhận thành công của cô trong việc tính toán đến độ viral (lan tỏa) của các sản phẩm. Bài viết của Tuổi Trẻ cũng đưa ra một số lời phê bình từ khán giả, nhận định ca khúc chưa đủ thuyết phục, "nếu không muốn nói là sự tuột dốc" của nữ ca sĩ trong hai năm trở lại đây. Zing News cho biết khán giả "chưa thỏa mãn" với chất nhạc của "Đi đu đưa đi". Tên bài hát cũng bị nhận xét là khá "phô." Billboard Vietnam phản hồi tích cực về bài hát, khen ngợi phần lời "chau chuốt tỉ mỉ về ca từ, tập hợp những lời 'đẩy đưa' duyên dáng, thời thượng."
Trao đổi với báo Thanh Niên, nhạc sĩ Huy Tuấn khen ngợi bài hát "vừa 'hot' vừa có chất lượng" và cho rằng đây là điều không dễ thấy hiện nay. Nhạc sĩ phân tích thành công của ca khúc:

Phương nói với tôi câu đó ("đi đu đưa đi") thực ra không phải do ê kíp sáng tạo chủ động đưa vào, mà là câu nói trong đời sống thường ngày của Phương. Ê kíp đưa câu nói vào bài hát thành ra rất thuyết phục như việc họ đã đưa những yếu tố đời thật vào ca khúc. ... Âm nhạc của ca khúc được tạo nên dựa trên nền tảng của những thứ âm nhạc rất khó thực hiện, vốn là những thứ âm nhạc kinh điển như disco, funk, soul... Để làm nên thứ âm nhạc thời thượng đấy rất khó về mặt chuyên môn. Đó không phải thể loại nhạc dễ dãi ai cũng làm được.
Trước khi "Đi đu đưa đi" được phát hành, Tiên Cookie đã gây ra tranh cãi khi phát ngôn nghệ sĩ chỉ cần yêu nghề chứ không cần yêu công chúng. Nữ nhạc sĩ sau đó phải đính chính rằng phát ngôn của cô bị cộng đồng mạng xuyên tạc và cố ý hiểu sai. "Đi đu đưa đi" cũng vì vụ ồn ào này mà bị một bộ phận khán giả nhất quyết tẩy chay. Tuy nhiên, bài hát sau cùng vẫn gặt hái được thành công. Tại lễ trao giải Làn Sóng Xanh lần thứ 22, "Đi đu đưa đi" đã lọt vào Top 10 bài hát (nhạc sĩ) được yêu thích nhất, và nhận được đề cử cho hạng mục Ca khúc của năm và Hòa âm phối khí hiệu quả.

## Video âm nhạc

Cốt truyện mang bối cảnh thế giới ảo trong video bị so sánh với loạt phim truyền hình Gương đen.

Video âm nhạc của bài hát được đạo diễn bởi Nhu Đặng. Anh từng thực hiện video "Có khi nào rời xa" (2012) và "Bao giờ lấy chồng?" (2017) của nữ ca sĩ. Video còn có sự tham gia của giám đốc sáng tạo Denis Đặng, người trước đây từng góp tay thực hiện phần hình ảnh cho "Chị ngả em nâng" (2018).
"Đi đu đưa đi" mở đầu bằng hình ảnh một bà lão (do NSƯT Lê Thiện đóng) sử dụng thiết bị công nghệ cao để đi vào thế giới ảo. Tại đây, bà hoá thành phiên bản của mình thời trẻ (do Bích Phương đóng) và tương tác với nhiều nhân vật khác trong một trò chơi để được thăng hạng. Trước khi trở về cuộc sống thực, Bích Phương đã tìm cách chinh phục một chàng trai và được anh đưa cho mảnh giấy ghi mã "BP2812". Bà lão sau khi tìm đến địa chỉ này thì phát hiện chàng trai trong thế giới ảo thực ra là một người phụ nữ lớn tuổi (do nghệ sĩ Thiên Kim đóng).
Phần phục trang của Bích Phương trong video phản ánh chủ đề disco và mang phong cách của thập niên 80–90. Những thiết kế này đến từ nhà mốt Minh Huyền, Đỗ Mạnh Cường và Chung Thanh Phong, cùng nhiều phụ kiện đến từ Gucci. Trong video còn có một phân đoạn Bích Phương thể hiện vũ đạo. Nữ ca sĩ cho biết cô không hướng mình trở thành một ca sĩ với vũ đạo chuyên nghiệp nhưng vẫn thấy vui khi nhảy. Cô chia sẻ thêm về việc cố gắng dung hòa giữa âm nhạc và hình ảnh: "Thực ra bây giờ câu chuyện âm nhạc nó không đơn thuần là âm nhạc nữa. Thậm chí khán giả họ quan sát cũng biết bây giờ nó là kế hoạch truyền thông, nó là PR, nó là teaser, rồi cho cái gì vào MV... Khi làm sản phẩm mình phải tốn rất nhiều chất xám cho những thứ ngoài âm nhạc."

### Tiếp nhận
Hình tượng của Bích Phương trong video được xem là hình tượng gợi cảm nhất từ trước đến nay của cô. Tuy nhiên, vẫn có một số ý kiến chỉ trích video gợi cảm quá đà và cho rằng vì chất nhạc không quá hấp dẫn nên Bích Phương phải tận dụng điều này để gây chú ý. Tuổi Trẻ nhận xét ý tưởng của video có phần "đuối hơi" và kém thú vị so với những sản phẩm trước của nữ ca sĩ. Denis Đặng sau đó vướng phải ồn ào khi cốt truyện trong video do anh thực hiện bị tố đạo nhái "San Junipero", một tập của loạt phim truyền hình Gương đen. Tương tự, "San Junipero" kể về câu chuyện tình đồng tính của hai cô gái trẻ trong thế giới ảo, nhưng thực chất ngoài đời họ là hai bà lão. Tranh cãi này nối tiếp một chuỗi những ồn ào đạo nhái mà anh gặp phải xuyên suốt 2019–20.
"Đi đu đưa đi" đứng đầu danh sách thịnh hành của YouTube Việt Nam sau 20 tiếng công chiếu. Video đã được vinh danh tại lễ trao giải Metub WebTVAsia Awards với hạng mục Video nhạc dance xuất sắc nhất và nhận được một đề cử WeChoice Awards cho hạng mục Music Video của năm.

## Biểu diễn trực tiếp
Bích Phương lần đầu trình diễn trực tiếp ca khúc tại chương trình V Heartbeat Live được tổ chức ở Jakarta, Indonesia vào tháng 8 năm 2019. Vào tháng 11 cùng năm, Bích Phương tiếp tục trình diễn bài hát tại lễ trao giải Asia Artist Awards lần thứ 4, diễn ra ở Sân vận động Quốc gia Mỹ Đình, Hà Nội. Tiết mục được khen ngợi về giọng hát và thần thái biểu diễn chuyên nghiệp. Gần tới thời điểm lễ trao giải, tin đồn nữ ca sĩ bị ban tổ chức chèn ép và dọa hủy bỏ tiết mục gây tranh cãi. Đại diện AAA nhanh chóng phủ nhận hoàn toàn thông tin trên. Phía đại diện Bích Phương cho biết không nhận được thông tin nào về việc mâu thuẫn với ban tổ chức từ nữ ca sĩ. Bích Phương cũng trình diễn ca khúc tại đêm nhạc trực tuyến Tiger Remix 2021 và đêm chung kết Hoa hậu Hòa bình Việt Nam 2022.

### Tranh cãi "hát đè"
— Nhạc trưởng Hoàng Điệp nhận định với báo Thanh Niên
Vào tháng 10 năm 2019, khi Bích Phương đang trình diễn ca khúc trong một sự kiện âm nhạc tại Quảng Ninh thì bị một khán giả giật microphone để thông báo tìm con. Sự cố này đã làm lộ ra nền nhạc có thu sẵn giọng hát mà nữ ca sĩ đang sử dụng để hát chồng lên. Tuy nhiên, nhiều ý kiến nghi ngờ cô hát nhép. Vụ việc đã làm bùng nổ tranh luận ca sĩ có được "hát đè" trên một nền nhạc có thu sẵn giọng hát hay không. Bích Phương phủ nhận hát nhép thông qua một bài đăng trên trang cá nhân. Cô nói thêm: "Tôi nghĩ với những ai hiểu tôi, họ đã hiểu rồi, còn với những người không hiểu, tôi có nói gì cũng không làm hài lòng họ được."
Các nhạc sĩ Hoàng Bách, Khắc Việt và Phạm Thanh Hà đều nhận định đối với dòng nhạc nhảy, việc có thêm giọng hát thu sẵn để tạo hiệu ứng là cần thiết và được áp dụng rộng rãi. DuongK cũng khẳng định: "'Hát đè' là hát thật, đè lên một phần giọng thu gốc." Tuy nhiên, nhạc sĩ Phan Thanh Tâm bác bỏ những ý kiến này. Ông cho rằng lý do thực chất nằm ở trình độ âm thanh rất kém của những địa điểm diễn không sử dụng ban nhạc, vì thế các nghệ sĩ buộc phải có phương án dự phòng hỗ trợ.
Các chuyên gia thanh nhạc, ca sĩ được đào tạo chính thống vẫn nhận định "hát đè" cũng là một kiểu hát nhép. Ca sĩ Hiền Anh, từng đoạt giải nhì Sao Mai 2007, cho biết thanh nhạc không có thuật ngữ nào là "hát đè," đó chỉ là cách gọi "tiểu xảo." Nhạc trưởng Hoàng Điệp, từng dạy kỹ thuật thanh nhạc cho nhiều ca sĩ, chỉ trích các nghệ sĩ nhạc nhảy toàn "ăn gian" khi gọi thủ thuật này là "hát đè" và khẳng định đó là hát nhép. Đại diện của Bích Phương sau đó đã tới Sở Văn hóa và Thể thao tỉnh Quảng Ninh giải trình theo yêu cầu của trụ sở. Phía đại diện của nữ ca sĩ đã nộp bản nhạc nền biểu diễn và giải thích do điều kiện kỹ thuật không đảm bảo nên cô phải dùng cách này để tiếng hát được dày hơn. Đơn vị này sau đó xác nhận xử phạt Bích Phương và phía tổ chức đêm diễn 9 triệu đồng vì quy định ca sĩ không được hát trên nền nhạc có thu sẵn giọng hát.
Cuối năm 2020, nghị định 144 đã bỏ quy định cấm: "Sử dụng bản ghi âm để thay cho giọng thật của người biểu diễn hoặc thay cho âm thanh thật của nhạc cụ biểu diễn". Nhiều nghệ sĩ phản đối khi điều khoản này bị bãi bỏ, đồng nghĩa không còn cấm hát nhép. Ông Nguyễn Thu Đông – Trưởng Phòng Quản lý băng đĩa, Cục Nghệ thuật Biểu diễn – giải thích: "Nghị định không quy định hành vi cụ thể của người biểu diễn, nhưng cũng không vì thế mà người đứng đầu tổ chức và nghệ sĩ biểu diễn lợi dụng để hát nhép, đàn nhái. ... Việc ca sĩ không đem hết tài năng của mình trên sân khấu thì tất yếu khán giả sẽ không hưởng ứng, thậm chí tẩy chay." Nghị định 144 có hiệu lực từ ngày 1 tháng 2 năm 2021.

## Trong văn hóa đại chúng
Cụm từ "đi đu đưa" nhanh chóng trở thành trào lưu của cộng đồng mạng kể từ khi ca khúc được ra mắt. Câu hát "lúc đi hết mình, lúc về hết buồn" và "đu đưa không phải là hư, đu đưa để lắc lư cho đỡ buồn" đã được chia sẻ trên khắp các diễn đàn và mạng xã hội. "Đi đu đưa đi" sau đó đã nhận được một đề cử giải WeChoice Awards cho "Cụm từ lóng của năm". Năm 2020, Bích Phương đã sử dụng bản phối remix của ca khúc trong trailer quảng bá buổi hòa nhạc đầu tiên của cô, Do You Wanna Đu?. Đêm diễn này sau đó bị hoãn vô thời hạn vì đại dịch COVID-19.
Hai nghệ sĩ hài BB Trần và Huỳnh Lập lần lượt đăng tải video nhái lại của họ lên kênh YouTube cá nhân. Riêng bản video của Huỳnh Lập, "Đưa cô Vy đi", mang thông điệp cổ vũ cách ly tại nhà. Nam rapper Phúc Du cũng đã ra mắt phiên bản rap của anh vào cuối năm 2019. Anh sau đó gia nhập công ty 1989s và xuất hiện trong đĩa đơn năm 2020 của Bích Phương, "Từ chối nhẹ nhàng thôi". Một phiên bản rap khác của ca khúc mang tên "Đu đa đu đưa" được thí sinh Bad BZ trình diễn trong mùa đầu tiên của chương trình Rap Việt.
Vào năm 2019, nữ ca sĩ Thu Phương đã trình diễn "Đi đu đưa đi" trong một đêm nhạc do MBBank tổ chức tại Nhà hát Hòa Bình. Thí sinh Gương mặt thân quen mùa 7, Emma Nhất Khanh, đã hóa thân thành Bích Phương và thể hiện ca khúc trong đêm chung kết của cuộc thi với vai trò khách mời. Dàn nữ diễn viên của đài VTV—trong đó bao gồm Quỳnh Nga, Thanh Hương và Lan Phương—cũng đã cover lại bài hát trong chương trình Gặp gỡ diễn viên truyền hình 2020.  Một phiên bản khác của "Đi đu đưa đi" mang tên "Đi đu quay đi", được hai thí sinh Bảo Ngọc và Yến Nhi trình diễn trong chương trình Giọng hát Việt nhí New Generation 2021. "Đi đu quay đi" được sáng tác bởi Phạm Thanh Hà, BigDaddy và Phúc Du với phần phối khí do DuongK đảm nhận. Trang Pháp, Giang Hồng Ngọc, Quỳnh Nga và Huyền Baby đã trình diễn "Đi đu đưa đi" ở mùa đầu tiên của chương trình Chị đẹp đạp gió rẽ sóng.
Vào năm 2022, Phạm Thanh Hà và Tiên Cookie đăng tải trên trang cá nhân khẳng định ca khúc "Used To Know Me" của Charli XCX sử dụng trái phép một đoạn nhạc trong "Đi đu đưa đi". Tiên Cookie cũng đặt trường hợp nếu giả sử "Đi đu đưa đi" được phát hành sau thì nhạc sĩ Việt Nam sẽ phải nhận về làn sóng chỉ trích từ khán giả như thế nào với mức độ giống nhau như vậy. "Tôi lại tự hỏi một câu nửa đùa nửa thật, Charli XCX có đang nghĩ nghệ sĩ Việt Nam là người rừng không?", nhạc sĩ chia sẻ.

## Đội ngũ thực hiện
Đội ngũ thực hiện được dựa theo ghi chú trên YouTube.
- Tiên Cookie – sáng tác
- Phạm Thanh Hà – sáng tác
- DuongK – sản xuất, hòa âm, mastering